# Woodsboro (Teksas)
Woodsboro – miasto w Stanach Zjednoczonych, w stanie Teksas, w hrabstwie Refugio.